# ДР Конго на летних Олимпийских играх 2008
Демократическая Республика Конго принимала участие в Летних Олимпийских играх 2008 года в Пекине (Китай) в восьмой раз за свою историю, но не завоевала ни одной медали. Сборную страны представляли пять спортсменов — две легкоатлета, а также по одному боксёру, пловцу и дзюдоисту. Знаменосцем сборной была единственная женщина в команде — бегунья Франка Магали.

## Результаты

### Бокс
| Спортсмен           | Весовая категория | 1/16 финала                 | 1/8 финала           | Четвертьфинал        | Полуфинал            | Финал                | Финал                |                      |
| Спортсмен           | Весовая категория | Соперник Результат          | Соперник Результат   | Соперник Результат   | Соперник Результат   | Соперник Результат   | Место                |                      |
| ------------------- | ----------------- | --------------------------- | -------------------- | -------------------- | -------------------- | -------------------- | -------------------- | -------------------- |
| Герри Салику Бьембе | до 75 кг          | Георгиос Газис Греция П 2-7 | Завершил выступления | Завершил выступления | Завершил выступления | Завершил выступления | Завершил выступления | Завершил выступления |

### Дзюдо
| Спортсмен    | Весовая категория | 1/16 финала                          | 1/8 финала         | Четвертьфинал      | Полуфинал          | Утешительный 1                       | Утешительный 2       | Утешительный 3       | Финал                | Финал                |
| Спортсмен    | Весовая категория | Соперник Результат                   | Соперник Результат | Соперник Результат | Соперник Результат | Соперник Результат                   | Соперник Результат   | Соперник Результат   | Соперник Результат   | Место                |
| ------------ | ----------------- | ------------------------------------ | ------------------ | ------------------ | ------------------ | ------------------------------------ | -------------------- | -------------------- | -------------------- | -------------------- |
| Эрик Кибанза | до 73 кг          | Расул Бокиев Таджикистан П 0000-0210 | —                  | —                  | —                  | Геннадий Белодед Украина П 0001-0011 | Завершил выступления | Завершил выступления | Завершил выступления | Завершил выступления |

### Плавание
| Спортсмен               | Дисциплина | Квалификация | Квалификация | Полуфинал            | Полуфинал            | Финал                | Финал                |
| Спортсмен               | Дисциплина | Время        | Место        | Время                | Место                | Время                | Место                |
| ----------------------- | ---------- | ------------ | ------------ | -------------------- | -------------------- | -------------------- | -------------------- |
| Стани Кемпомпо Нгангола | 50 м в/с   | 35.19        | 97           | Завершил выступления | Завершил выступления | Завершил выступления | Завершил выступления |

### Лёгкая атлетика
Мужчины
| Спортсмен   | Дисциплина | Квалификация | Квалификация | Полуфинал | Полуфинал | Финал                | Финал                |
| Спортсмен   | Дисциплина | Время        | Место        | Время     | Место     | Время                | Место                |
| ----------- | ---------- | ------------ | ------------ | --------- | --------- | -------------------- | -------------------- |
| Гари Кикайя | 400 м      | 44.89        | 4            | 44.94     | 5         | Завершил выступления | Завершил выступления |

Женщины
| Спортсменка   | Дисциплина | Квалификация | Квалификация | Четвертьфинал         | Четвертьфинал         | Полуфинал             | Полуфинал             | Финал                 | Финал                 |
| Спортсменка   | Дисциплина | Время        | Место        | Время                 | Место                 | Время                 | Место                 | !Время                | Место                 |
| ------------- | ---------- | ------------ | ------------ | --------------------- | --------------------- | --------------------- | --------------------- | --------------------- | --------------------- |
| Франка Магали | 100 м      | 12.57        | 8            | Завершила выступления | Завершила выступления | Завершила выступления | Завершила выступления | Завершила выступления | Завершила выступления |